# Hyperoglyphe pringlei
Hyperoglyphe pringlei är en fiskart som först beskrevs av Smith, 1949.  Hyperoglyphe pringlei ingår i släktet Hyperoglyphe och familjen svartfiskar. Inga underarter finns listade i Catalogue of Life.